# 马奥普塔斯县
馬奧普塔斯縣（英語：Maʻopūtasi County）位於美屬薩摩亞圖圖伊拉島東區。馬奧普塔斯縣由美屬薩摩亞首府帕果帕果及其港口以及周邊村莊組成。根據2000年的人口調查數據顯示，其居住人口有11,695人。馬奧普塔斯縣的總面積為6.69平方英里（17.3平方公里），該縣擁有7.42英里（11.94公里）的海岸線，其中包括帕果帕果灣。
該縣在美屬薩摩亞參議院有3名參議員，在美屬薩摩亞眾議院有5名代表，比其他任何縣都多。